# Abdułbasir Battałow
Abdułbasir Wagidowicz Battałow (ros. Абдулбасир Вагидович Батталов; ur. 21 maja 1958) – radziecki zapaśnik walczący w stylu klasycznym. Srebrny medalista mistrzostw świata w 1985. Mistrz Europy w 1985. Mistrz ZSRR w 1985 i 1986 roku.